# سد قمصر
سد قمصر مربوط به دوره سلجوقیان است و در شهرستان کاشان، بخش قمصر، شهر قمصر، محله فرفهان (۷ کیلومتری شمال قمصر) واقع شده و این اثر در تاریخ ۲۲ آبان ۱۳۸۶ با شمارهٔ ثبت ۱۹۸۷۶ به‌عنوان یکی از آثار ملی ایران به ثبت رسیده است.